# Tournoi de tennis de Kitzbühel
Le tournoi de Kitzbühel est un tournoi de tennis du circuit ATP classé ATP 250 se disputant à Kitzbühel en Autriche sur terre battue en été. La première édition remonte à 1945.
De 1999 à 2008, le tournoi était classé International Series Gold et se déroulait en juillet. Il fut rétrogradé en 2009 parmi les 250 Series et se déroulait alors la semaine précédant Roland-Garros en substitution du tournoi de Pörtschach. Remplacé en 2010 par le tournoi de Nice, il retrouve sa place dans le calendrier 2011, de nouveau en juillet.

## Palmarès messieurs

### Simple
| No       | Date       | Nom et lieu du tournoi               | Catégorie    | Dotation    | Surface      | Vainqueur              | Finaliste              | Score                         |         |
| -------- | ---------- | ------------------------------------ | ------------ | ----------- | ------------ | ---------------------- | ---------------------- | ----------------------------- | ------- |
| 1        | 18-08-1958 | Alpenländer-Pokal, Kitzbühel         |              | NC $        | Terre (ext.) | Jacky Brichant         | Budge Patty            | 4-6, 6-3, 6-3                 |         |
| 2        | 1959       | Alpenländer-Pokal, Kitzbühel         |              | NC $        | Terre (ext.) | Budge Patty            | Ladislav Legenstein    | 8-6, 6-1, 6-2                 |         |
| 3        | 09-08-1960 | Alpenländer-Pokal, Kitzbühel         |              | NC $        | Terre (ext.) | Pierre Darmon          | Roy Emerson            | 2-6, 1-6, 6-1, 6-3, 6-3       |         |
| 4        | 1961       | Alpenländer-Pokal, Kitzbühel         |              | NC $        | Terre (ext.) | Roy Emerson            | Rod Laver              | 6-3, 6-3, 3-6, 0-6, 6-2       |         |
| 5        | 06-08-1962 | Alpenländer-Pokal, Kitzbühel         |              | NC $        | Terre (ext.) | Christian Kuhnke       | Pierre Darmon          | 6-1, 6-3, 6-4                 |         |
| 6        | 13-08-1963 | Alpenländer-Pokal, Kitzbühel         |              | NC $        | Terre (ext.) | Christian Kuhnke       | Tony Roche             | 5-7, 6-2, 6-1, 1-6, 7-5       |         |
| 7        | 11-08-1964 | Alpenländer-Pokal, Kitzbühel         |              | NC $        | Terre (ext.) | Christian Kuhnke       | Robert Wilson          | 6-3, 6-1, 4-6, 6-3            |         |
| 8        | 1965       | Alpenländer-Pokal, Kitzbühel         |              | NC $        | Terre (ext.) | Wilhelm Bungert        | Bob Hewitt             | 5-7, 5-7, 6-4, 6-3, 6-3       |         |
| 9        | 1966       | Alpenländer-Pokal, Kitzbühel         |              | NC $        | Terre (ext.) | Wilhelm Bungert        | Ion Țiriac             | 6-4, 10-8, 9-7                |         |
| 10       | 1967       | Alpenländer-Pokal, Kitzbühel         |              | NC $        | Terre (ext.) | Martin Mulligan        | Wilhelm Bungert        | 6-2, 6-2, 2-6, 6-4            |         |
| Ère Open |            |                                      |              |             |              |                        |                        |                               |         |
| 11       | 12-08-1968 | Alpenländer-Pokal, Kitzbühel         |              | NC $        | Terre (ext.) | Martin Mulligan        | Wilhelm Bungert        | 6-2, 6-2, 6-3                 |         |
| 12       | 1969       | Alpenländer-Pokal, Kitzbühel         |              | NC $        | Terre (ext.) | Manuel Santana         | Manuel Orantes         | 6-4, 6-2, 6-3                 |         |
| 13       | 10-08-1970 | Alpenländer-Pokal, Kitzbühel         |              | NC $        | Terre (ext.) | Željko Franulović      | John Alexander         | 6-4, 9-7, 6-4                 |         |
| 14       | 1971       | Head Cup, Kitzbühel                  |              | NC $        | Terre (ext.) | Clark Graebner         | Manuel Orantes         | 6-1, 7-5, 6-7, 6-7, 4-4, n.f. |         |
| 15       | 24-07-1972 | Head Cup, Kitzbühel                  |              | NC $        | Terre (ext.) | Colin Dibley           | Dick Crealy            | 6-1, 6-3, 6-4                 |         |
| 16       | 23-07-1973 | Head Cup, Kitzbühel                  |              | NC $        | Terre (ext.) | Raúl Ramírez           | Manuel Orantes         | Finale non jouée              |         |
| 17       | 22-07-1974 | Head Cup, Kitzbühel                  |              | NC $        | Terre (ext.) | Balázs Taróczy         | Onny Parun             | 6-1, 6-4, 6-4                 |         |
| 18       | 14-07-1975 | Head Cup, Kitzbühel                  |              | NC $        | Terre (ext.) | Adriano Panatta        | Jan Kodeš              | 2-6, 6-2, 7-5, 6-4            |         |
| 19       | 19-07-1976 | Head Cup, Kitzbühel                  |              | NC $        | Terre (ext.) | Manuel Orantes         | Jan Kodeš              | 7-6, 6-2, 7-6                 |         |
| 20       | 11-07-1977 | Head Cup, Kitzbühel                  |              | 75 000 $    | Terre (ext.) | Guillermo Vilas        | Jan Kodeš              | 5-7, 6-2, 4-6, 6-3, 6-2       |         |
| 21       | 24-07-1978 | Head Cup, Kitzbühel                  |              | 75 000 $    | Terre (ext.) | Chris Lewis            | Vladimír Zedník        | 6-1, 6-4, 6-0                 |         |
| 22       | 23-07-1979 | Head Cup, Kitzbühel                  |              | 75 000 $    | Terre (ext.) | Vitas Gerulaitis       | Pavel Složil           | 6-2, 6-2, 6-4                 |         |
| 23       | 21-07-1980 | Head Cup, Kitzbühel                  |              | 75 000 $    | Terre (ext.) | Guillermo Vilas        | Ivan Lendl             | 6-3, 6-2, 6-2                 |         |
| 24       | 13-07-1981 | Head Cup, Kitzbühel                  |              | 75 000 $    | Terre (ext.) | John Fitzgerald        | Guillermo Vilas        | 3-6, 6-3, 7-5                 |         |
| 25       | 19-07-1982 | Head Cup, Kitzbühel                  |              | 100 000 $   | Terre (ext.) | Guillermo Vilas        | Marcos Hocevar         | 7-6, 6-1                      |         |
| 26       | 18-07-1983 | Head Cup, Kitzbühel                  |              | 100 000 $   | Terre (ext.) | Guillermo Vilas        | Henri Leconte          | 7-6, 4-6, 6-4                 |         |
| 27       | 23-07-1984 | Head Cup, Kitzbühel                  |              | 100 000 $   | Terre (ext.) | José Higueras          | Víctor Pecci           | 7-5, 3-6, 6-1                 |         |
| 28       | 05-08-1985 | Head Cup, Kitzbühel                  |              | 150 000 $   | Terre (ext.) | Pavel Složil           | Michael Westphal       | 7-5, 6-2                      |         |
| 29       | 04-08-1986 | Head Cup, Kitzbühel                  |              | 150 000 $   | Terre (ext.) | Miloslav Mečíř         | Andrés Gómez           | 6-4, 4-6, 6-1, 2-6, 6-3       |         |
| 30       | 03-08-1987 | Head Cup, Kitzbühel                  |              | 175 000 $   | Terre (ext.) | Emilio Sánchez         | Miloslav Mečíř         | 6-4, 6-1, 4-6, 6-1            |         |
| 31       | 01-08-1988 | Head Cup, Kitzbühel                  |              | 240 000 $   | Terre (ext.) | Kent Carlsson          | Emilio Sánchez         | 6-1, 6-1, 4-6, 4-6, 6-3       |         |
| 32       | 31-07-1989 | Philips Head Cup, Kitzbühel          |              | 300 000 $   | Terre (ext.) | Emilio Sánchez         | Martín Jaite           | 7-6, 6-1, 2-6, 6-2            |         |
| 33       | 30-07-1990 | Philips Head Cup, Kitzbühel          | World Series | 337 500 $   | Terre (ext.) | Horacio de la Peña     | Karel Nováček          | 6-4, 7-6, 2-6, 6-2            |         |
| 34       | 29-07-1991 | Philips Head Cup, Kitzbühel          | World Series | 337 500 $   | Terre (ext.) | Karel Nováček          | Magnus Gustafsson      | 7-62, 7-64, 6-2               |         |
| 35       | 20-07-1992 | Philips Head Cup, Kitzbühel          | World Series | 355 000 $   | Terre (ext.) | Pete Sampras           | Alberto Mancini        | 6-3, 7-5, 6-3                 |         |
| 36       | 02-08-1993 | Philips Head Cup, Kitzbühel          | World Series | 375 000 $   | Terre (ext.) | Thomas Muster          | Javier Sánchez         | 6-3, 7-5, 6-4                 |         |
| 37       | 01-08-1994 | Generali Open, Kitzbühel             | World Series | 375 000 $   | Terre (ext.) | Goran Ivanišević       | Fabrice Santoro        | 6-2, 4-6, 4-6, 6-3, 6-2       |         |
| 38       | 31-07-1995 | Generali Open, Kitzbühel             | World Series | 400 000 $   | Terre (ext.) | Albert Costa           | Thomas Muster          | 4-6, 6-4, 7-63, 2-6, 6-4      | Tableau |
| 39       | 22-07-1996 | Generali Open, Kitzbühel             | World Series | 400 000 $   | Terre (ext.) | Alberto Berasategui    | Àlex Corretja          | 6-2, 6-4, 6-4                 |         |
| 40       | 21-07-1997 | Generali Open, Kitzbühel             | World Series | 500 000 $   | Terre (ext.) | Filip Dewulf           | Julián Alonso          | 7-62, 6-4, 6-1                |         |
| 41       | 27-07-1998 | Generali Open, Kitzbühel             | Int' Series  | 500 000 $   | Terre (ext.) | Albert Costa           | Andrea Gaudenzi        | 6-2, 1-6, 6-2, 3-6, 6-1       |         |
| 42       | 26-07-1999 | Generali Open, Kitzbühel             | Series Gold  | 500 000 $   | Terre (ext.) | Albert Costa           | Fernando Vicente       | 7-5, 6-2, 65-7, 7-64          | Tableau |
| 43       | 24-07-2000 | Generali Open, Kitzbühel             | Series Gold  | 700 000 $   | Terre (ext.) | Àlex Corretja          | Emilio Benfele Álvarez | 6-3, 6-1, 3-0, ab.            | Tableau |
| 44       | 23-07-2001 | Generali Open, Kitzbühel             | Series Gold  | 800 000 $   | Terre (ext.) | Nicolás Lapentti       | Albert Costa           | 1-6, 6-4, 7-5, 7-5            | Tableau |
| 45       | 22-07-2002 | Generali Open, Kitzbühel             | Series Gold  | 855 000 $   | Terre (ext.) | Àlex Corretja          | Juan Carlos Ferrero    | 6-4, 6-1, 6-3                 | Tableau |
| 46       | 21-07-2003 | Generali Open, Kitzbühel             | Series Gold  | 900 000 $   | Terre (ext.) | Guillermo Coria        | Nicolás Massú          | 6-1, 6-4, 6-2                 | Tableau |
| 47       | 19-07-2004 | Generali Open, Kitzbühel             | Series Gold  | 782 828 $   | Terre (ext.) | Nicolás Massú          | Gastón Gaudio          | 7-63, 6-4                     | Tableau |
| 48       | 25-07-2005 | Generali Open, Kitzbühel             | Series Gold  | 735 000 $   | Terre (ext.) | Gastón Gaudio          | Fernando Verdasco      | 2-6, 6-2, 6-4, 6-4            | Tableau |
| 49       | 24-07-2006 | Generali Open, Kitzbühel             | Series Gold  | 735 000 $   | Terre (ext.) | Agustín Calleri        | Juan Ignacio Chela     | 7-69, 6-2, 6-3                | Tableau |
| 50       | 23-07-2007 | Austrian Open, Kitzbühel             | Series Gold  | 732 000 $   | Terre (ext.) | Juan Mónaco            | Potito Starace         | 5-7, 6-3, 6-4                 | Tableau |
| 51       | 14-07-2008 | Austrian Open, Kitzbühel             | Series Gold  | 550 000 €   | Terre (ext.) | Juan Martín del Potro  | Jürgen Melzer          | 6-2, 6-1                      | Tableau |
| 52       | 18-05-2009 | Interwetten Austrian Open, Kitzbühel | ATP 250      | 398 250 €   | Terre (ext.) | Guillermo García-López | Julien Benneteau       | 3-6, 7-61, 6-3                | Tableau |
| 53       | 18-05-2010 | Austrian Open, Kitzbühel             | Challenger   | 64 000 € +H | Terre (ext.) | Andreas Seppi          | Victor Crivoi          | 6-2, 6-1                      |         |
| 54       | 01-08-2011 | bet-at-home Cup, Kitzbühel           | ATP 250      | 398 250 €   | Terre (ext.) | Robin Haase            | Albert Montañés        | 6-4, 4-6, 6-1                 | Tableau |
| 55       | 23-07-2012 | bet-at-home Cup, Kitzbühel           | ATP 250      | 358 425 €   | Terre (ext.) | Robin Haase            | Philipp Kohlschreiber  | 62-7, 6-3, 6-2                | Tableau |
| 56       | 29-07-2013 | bet-at-home Cup, Kitzbühel           | ATP 250      | 410 200 €   | Terre (ext.) | Marcel Granollers      | Juan Mónaco            | 0-6, 7-63, 6-4                | Tableau |
| 57       | 28-07-2014 | bet-at-home Cup, Kitzbühel           | ATP 250      | 426 605 €   | Terre (ext.) | David Goffin           | Dominic Thiem          | 4-6, 6-1, 6-3                 | Tableau |
| 58       | 03-08-2015 | Generali Open, Kitzbühel             | ATP 250      | 439 405 €   | Terre (ext.) | Philipp Kohlschreiber  | Paul-Henri Mathieu     | 2-6, 6-2, 6-2                 | Tableau |
| 59       | 18-07-2016 | Generali Open, Kitzbühel             | ATP 250      | 463 520 €   | Terre (ext.) | Paolo Lorenzi          | Nikoloz Basilashvili   | 6-3, 6-4                      | Tableau |
| 60       | 31-07-2017 | Generali Open, Kitzbühel             | ATP 250      | 482 060 €   | Terre (ext.) | Philipp Kohlschreiber  | João Sousa             | 6-3, 6-4                      | Tableau |
| 61       | 30-07-2018 | Generali Open, Kitzbühel             | ATP 250      | 501 345 €   | Terre (ext.) | Martin Kližan          | Denis Istomin          | 6-2, 6-2                      | Tableau |
| 62       | 29-07-2019 | Generali Open, Kitzbühel             | ATP 250      | 524 340 €   | Terre (ext.) | Dominic Thiem          | Albert Ramos-Viñolas   | 7-6, 6-1                      | Tableau |
| 63       | 08-09-2020 | Generali Open, Kitzbühel             | ATP 250      | 542 695 €   | Terre (ext.) | Miomir Kecmanović      | Yannick Hanfmann       | 6-4, 6-4                      | Tableau |
| 64       | 26-07-2021 | Generali Open, Kitzbühel             | ATP 250      | 419 470 €   | Terre (ext.) | Casper Ruud            | Pedro Martínez         | 6-1, 4-6, 6-3                 | Tableau |
| 65       | 25-07-2022 | Generali Open, Kitzbühel             | ATP 250      | 534 555 €   | Terre (ext.) | Roberto Bautista-Agut  | Filip Misolic          | 6-2, 6-2                      | Tableau |
| 66       | 31-07-2023 | Generali Open, Kitzbühel             | ATP 250      | 562 815 €   | Terre (ext.) | Sebastián Báez         | Dominic Thiem          | 6-3, 6-1                      | Tableau |
| 67       | 22-07-2024 | Generali Open, Kitzbühel             | ATP 250      | 579 320 €   | Terre (ext.) | Matteo Berrettini      | Hugo Gaston            | 7-5, 6-3                      | Tableau |
| 68       | 20-07-2025 | Generali Open, Kitzbühel             | ATP 250      | 596 035 €   | Terre (ext.) | Alexander Bublik       | Arthur Cazaux          | 6-4, 6-3                      | Tableau |

### Double
| No       | Date       | Nom et lieu du tournoi               | Catégorie    | Dotation    | Surface      | Vainqueurs                            | Finalistes                                | Score              |         |
| -------- | ---------- | ------------------------------------ | ------------ | ----------- | ------------ | ------------------------------------- | ----------------------------------------- | ------------------ | ------- |
| 1        | 18-08-1958 | Alpenländer-Pokal, Kitzbühel         |              | NC $        | Terre (ext.) | Budge Patty Hugh Stewart              |                                           | NC                 |         |
| 2        | 1959       | Alpenländer-Pokal, Kitzbühel         |              | NC $        | Terre (ext.) | Budge Patty Roger Becker              |                                           | NC                 |         |
| 3        | 09-08-1960 | Alpenländer-Pokal, Kitzbühel         |              | NC $        | Terre (ext.) | Roy Emerson William Knight            |                                           | NC                 |         |
| 4        | 1961       | Alpenländer-Pokal, Kitzbühel         |              | NC $        | Terre (ext.) | Roy Emerson Rod Laver                 |                                           | NC                 |         |
| 5        | 06-08-1962 | Alpenländer-Pokal, Kitzbühel         |              | NC $        | Terre (ext.) | Robert Howe Rod Laver                 |                                           | NC                 |         |
| 6        | 13-08-1963 | Alpenländer-Pokal, Kitzbühel         |              | NC $        | Terre (ext.) | Ken Fletcher John Newcombe            |                                           | NC                 |         |
| 7        | 11-08-1964 | Alpenländer-Pokal, Kitzbühel         |              | NC $        | Terre (ext.) | Ronald McKenzie John Stephens         |                                           | 6-3, 6-1, 4-6, 6-3 |         |
| 8        | 1965       | Alpenländer-Pokal, Kitzbühel         |              | NC $        | Terre (ext.) | Bill Bowrey Owen Davidson             |                                           | NC                 |         |
| 9        | 1966       | Alpenländer-Pokal, Kitzbühel         |              | NC $        | Terre (ext.) | Mike Sangster Roger Taylor            |                                           | NC                 |         |
| 10       | 1967       | Alpenländer-Pokal, Kitzbühel         |              | NC $        | Terre (ext.) | Patrice Beust Daniel Contet           |                                           | NC                 |         |
| Ère Open |            |                                      |              |             |              |                                       |                                           |                    |         |
| 11       | 12-08-1968 | Alpenländer-Pokal, Kitzbühel         |              | NC $        | Terre (ext.) | Wilhelm Bungert Jürgen Fassbender     | Gerald Battrick Robert Wilson             | 6-3, 7-5           |         |
| 12       | 1969       | Alpenländer-Pokal, Kitzbühel         |              | NC $        | Terre (ext.) | Manuel Orantes Manuel Santana         |                                           | NC                 |         |
| 13       | 10-08-1970 | Alpenländer-Pokal, Kitzbühel         |              | NC $        | Terre (ext.) | John Alexander Phil Dent              | Željko Franulović Jan Kodeš               | 10-8, 6-2, 6-4     |         |
| 14       | 1971       | Head Cup, Kitzbühel                  |              | NC $        | Terre (ext.) | Clark Graebner Ion Țiriac             |                                           | NC                 |         |
| 15       | 24-07-1972 | Head Cup, Kitzbühel                  |              | NC $        | Terre (ext.) | Jürgen Fassbender Hans-Jürgen Pohmann | Malcolm Anderson Geoff Masters            | 7-6, 6-4, 6-4      |         |
| 16       | 23-07-1973 | Head Cup, Kitzbühel                  |              | NC $        | Terre (ext.) | Jim McManus Raúl Ramírez              | José Edison Mandarino Tito Vázquez        | 6-2, 6-2, 6-3      |         |
| 17       | 22-07-1974 | Head Cup, Kitzbühel                  |              | NC $        | Terre (ext.) | Iván Molina Jairo Velasco             | František Pala Balázs Taróczy             | 2-6, 7-6, 6-4, 6-4 |         |
| 18       | 14-07-1975 | Head Cup, Kitzbühel                  |              | NC $        | Terre (ext.) | Paolo Bertolucci Adriano Panatta      | Patrice Dominguez François Jauffret       | 6-2, 6-2, 7-6      |         |
| 19       | 19-07-1976 | Head Cup, Kitzbühel                  |              | NC $        | Terre (ext.) | Jiří Hřebec Jan Kodeš                 | Jürgen Fassbender Hans-Jürgen Pohmann     | 6-7, 6-2, 6-4      |         |
| 20       | 11-07-1977 | Head Cup, Kitzbühel                  |              | 75 000 $    | Terre (ext.) | Buster Mottram Roger Taylor           | Colin Dowdeswell Chris Kachel             | 7-6, 6-4           |         |
| 21       | 24-07-1978 | Head Cup, Kitzbühel                  |              | 75 000 $    | Terre (ext.) | Mike Fishbach Chris Lewis             | Pavel Hutka Pavel Složil                  | 6-7, 6-4, 6-3      |         |
| 22       | 23-07-1979 | Head Cup, Kitzbühel                  |              | 75 000 $    | Terre (ext.) | Željko Franulović Heinz Günthardt     | Dick Crealy Antonio Zugarelli             | 6-2, 6-4           |         |
| 23       | 21-07-1980 | Head Cup, Kitzbühel                  |              | 75 000 $    | Terre (ext.) | Klaus Eberhard Ulrich Marten          | Carlos Kirmayr Chris Lewis                | 6-4, 3-6, 6-4      |         |
| 24       | 13-07-1981 | Head Cup, Kitzbühel                  |              | 75 000 $    | Terre (ext.) | David Carter Paul Kronk               | Marko Ostoja Louk Sanders                 | 7-6, 6-1           |         |
| 25       | 19-07-1982 | Head Cup, Kitzbühel                  |              | 100 000 $   | Terre (ext.) | Mark Edmondson Kim Warwick            | Rod Frawley Pavel Složil                  | 4-6, 6-4, 6-3      |         |
| 26       | 18-07-1983 | Head Cup, Kitzbühel                  |              | 100 000 $   | Terre (ext.) | Wojtek Fibak Pavel Složil             | Colin Dowdeswell Zoltán Kuhárszky         | 7-5, 6-2           |         |
| 27       | 23-07-1984 | Head Cup, Kitzbühel                  |              | 100 000 $   | Terre (ext.) | Henri Leconte Pascal Portes           | Colin Dowdeswell Wojtek Fibak             | 2-6, 7-6, 7-6      |         |
| 28       | 05-08-1985 | Head Cup, Kitzbühel                  |              | 150 000 $   | Terre (ext.) | Sergio Casal Emilio Sánchez           | Paolo Canè Claudio Panatta                | 6-3, 3-6, 6-2      |         |
| 29       | 04-08-1986 | Head Cup, Kitzbühel                  |              | 150 000 $   | Terre (ext.) | Heinz Günthardt Tomáš Šmíd            | Hans Gildemeister Andrés Gómez            | 4-6, 6-3, 7-6      |         |
| 30       | 03-08-1987 | Head Cup, Kitzbühel                  |              | 175 000 $   | Terre (ext.) | Sergio Casal Emilio Sánchez           | Miloslav Mečíř Tomáš Šmíd                 | 7-6, 7-6           |         |
| 31       | 01-08-1988 | Head Cup, Kitzbühel                  |              | 240 000 $   | Terre (ext.) | Sergio Casal Emilio Sánchez           | Joakim Nyström Claudio Panatta            | 6-4, 7-5           |         |
| 32       | 31-07-1989 | Philips Head Cup, Kitzbühel          |              | 300 000 $   | Terre (ext.) | Emilio Sánchez Javier Sánchez         | Petr Korda Tomáš Šmíd                     | 7-5, 7-6           |         |
| 33       | 30-07-1990 | Philips Head Cup, Kitzbühel          | World Series | 337 500 $   | Terre (ext.) | Javier Sánchez Éric Winogradsky       | Francisco Clavet Horst Skoff              | 7-6, 6-2           |         |
| 34       | 29-07-1991 | Philips Head Cup, Kitzbühel          | World Series | 337 500 $   | Terre (ext.) | Tomás Carbonell Francisco Roig        | Pablo Arraya Dimitri Poliakov             | 6-7, 6-2, 6-4      |         |
| 35       | 20-07-1992 | Philips Head Cup, Kitzbühel          | World Series | 355 000 $   | Terre (ext.) | Sergio Casal Emilio Sánchez           | Horacio de la Peña Vojtěch Flégl          | 6-1, 6-2           |         |
| 36       | 02-08-1993 | Philips Head Cup, Kitzbühel          | World Series | 375 000 $   | Terre (ext.) | Juan Garat Roberto Saad               | Marius Barnard Tom Mercer                 | 4-6, 6-3, 3-6      |         |
| 37       | 01-08-1994 | Generali Open, Kitzbühel             | World Series | 375 000 $   | Terre (ext.) | David Adams Andreï Olhovskiy          | Sergio Casal Emilio Sánchez               | 6-1, 6-2           |         |
| 38       | 31-07-1995 | Generali Open, Kitzbühel             | World Series | 400 000 $   | Terre (ext.) | Francisco Montana Greg Van Emburgh    | Jordi Arrese Wayne Arthurs                | 6-7, 6-3, 7-6      | Tableau |
| 39       | 22-07-1996 | Generali Open, Kitzbühel             | World Series | 400 000 $   | Terre (ext.) | Libor Pimek Byron Talbot              | David Adams Menno Oosting                 | 7-6, 6-3           |         |
| 40       | 21-07-1997 | Generali Open, Kitzbühel             | World Series | 500 000 $   | Terre (ext.) | Wayne Arthurs Richard Fromberg        | Thomas Buchmayer Thomas Strengberger      | 6-4, 6-3           |         |
| 41       | 27-07-1998 | Generali Open, Kitzbühel             | Int' Series  | 500 000 $   | Terre (ext.) | Tom Kempers Daniel Orsanic            | Joshua Eagle Andrew Kratzmann             | 6-3, 6-4           |         |
| 42       | 26-07-1999 | Generali Open, Kitzbühel             | Series Gold  | 500 000 $   | Terre (ext.) | Chris Haggard Peter Nyborg            | Alex Calatrava Dušan Vemić                | 6-3, 64-7, 7-64    | Tableau |
| 43       | 24-07-2000 | Generali Open, Kitzbühel             | Series Gold  | 700 000 $   | Terre (ext.) | Pablo Albano Cyril Suk                | Joshua Eagle Andrew Florent               | 6-3, 3-6, 6-3      | Tableau |
| 44       | 23-07-2001 | Generali Open, Kitzbühel             | Series Gold  | 800 000 $   | Terre (ext.) | Àlex Corretja Luis Lobo               | Simon Aspelin Andrew Kratzmann            | 6-1, 6-4           | Tableau |
| 45       | 22-07-2002 | Generali Open, Kitzbühel             | Series Gold  | 855 000 $   | Terre (ext.) | Robbie Koenig Thomas Shimada          | Lucas Arnold Ker Àlex Corretja            | 7-63, 6-4          | Tableau |
| 46       | 21-07-2003 | Generali Open, Kitzbühel             | Series Gold  | 900 000 $   | Terre (ext.) | Martin Damm Cyril Suk                 | Jürgen Melzer Alexander Peya              | 6-4, 6-4           | Tableau |
| 47       | 19-07-2004 | Generali Open, Kitzbühel             | Series Gold  | 782 828 $   | Terre (ext.) | František Čermák Leoš Friedl          | Lucas Arnold Ker Martín García            | 6-3, 7-5           | Tableau |
| 48       | 25-07-2005 | Generali Open, Kitzbühel             | Series Gold  | 735 000 $   | Terre (ext.) | Leoš Friedl Andrei Pavel              | Christophe Rochus Olivier Rochus          | 6-2, 65-7, 6-0     | Tableau |
| 49       | 24-07-2006 | Generali Open, Kitzbühel             | Series Gold  | 735 000 $   | Terre (ext.) | Philipp Kohlschreiber Stefan Koubek   | Oliver Marach Cyril Suk                   | 6-2, 6-3           | Tableau |
| 50       | 23-07-2007 | Austrian Open, Kitzbühel             | Series Gold  | 732 000 $   | Terre (ext.) | Luis Horna Potito Starace             | Tomas Behrend Christopher Kas             | 7-64, 7-65         | Tableau |
| 51       | 14-07-2008 | Austrian Open, Kitzbühel             | Series Gold  | 550 000 €   | Terre (ext.) | James Cerretani Victor Hănescu        | Lucas Arnold Ker Olivier Rochus           | 6-3, 7-5           | Tableau |
| 52       | 18-05-2009 | Interwetten Austrian Open, Kitzbühel | ATP 250      | 398 250 €   | Terre (ext.) | Marcelo Melo André Sá                 | Andrei Pavel Horia Tecău                  | 69-7, 6-2, [10-7]  | Tableau |
| 53       | 18-05-2010 | Austrian Open, Kitzbühel             | Challenger   | 64 000 € +H | Terre (ext.) | Dustin Brown Rogier Wassen            | Hans Podlipnik-Castillo Max Raditschnigg  | 3-6, 7-5, [10-7]   |         |
| 54       | 01-08-2011 | bet-at-home Cup, Kitzbühel           | ATP 250      | 398 250 €   | Terre (ext.) | Daniele Bracciali Santiago González   | Franco Ferreiro André Sá                  | 7-61, 4-6, [11-9]  | Tableau |
| 55       | 23-07-2012 | bet-at-home Cup, Kitzbühel           | ATP 250      | 358 425 €   | Terre (ext.) | František Čermák Julian Knowle        | Dustin Brown Paul Hanley                  | 7-64, 3-6, [12-10] | Tableau |
| 56       | 29-07-2013 | bet-at-home Cup, Kitzbühel           | ATP 250      | 410 200 €   | Terre (ext.) | Martin Emmrich Christopher Kas        | František Čermák Lukáš Dlouhý             | 6-4, 6-3           | Tableau |
| 57       | 28-07-2014 | bet-at-home Cup, Kitzbühel           | ATP 250      | 426 605 €   | Terre (ext.) | Henri Kontinen Jarkko Nieminen        | Daniele Bracciali Andrey Golubev          | 6-1, 6-4           | Tableau |
| 58       | 03-08-2015 | Generali Open, Kitzbühel             | ATP 250      | 439 405 €   | Terre (ext.) | Nicolás Almagro Carlos Berlocq        | Robin Haase Henri Kontinen                | 5-7, 6-3, [11-9]   | Tableau |
| 59       | 18-07-2016 | Generali Open, Kitzbühel             | ATP 250      | 463 520 €   | Terre (ext.) | Wesley Koolhof Matwé Middelkoop       | Dennis Novak Dominic Thiem                | 2-6, 6-3, [11-9]   | Tableau |
| 60       | 31-07-2017 | Generali Open, Kitzbühel             | ATP 250      | 482 060 €   | Terre (ext.) | Pablo Cuevas Guillermo Durán          | Hans Podlipnik-Castillo Andrei Vasilevski | 6-4, 4-6, [12-10]  | Tableau |
| 61       | 30-07-2018 | Generali Open, Kitzbühel             | ATP 250      | 501 345 €   | Terre (ext.) | Roman Jebavý Andrés Molteni           | Daniele Bracciali Federico Delbonis       | 6-2, 6-4           | Tableau |
| 62       | 29-07-2019 | Generali Open, Kitzbühel             | ATP 250      | 524 340 €   | Terre (ext.) | Filip Polášek Philipp Oswald          | Sander Gillé Joran Vliegen                | 6-4, 6-4           | Tableau |
| 63       | 08-09-2020 | Generali Open, Kitzbühel             | ATP 250      | 542 695 €   | Terre (ext.) | Austin Krajicek Franko Škugor         | Marcel Granollers Horacio Zeballos        | 7-65, 7-5          | Tableau |
| 64       | 26-07-2021 | Generali Open, Kitzbühel             | ATP 250      | 419 470 €   | Terre (ext.) | Alexander Erler Lucas Miedler         | Roman Jebavý Matwé Middelkoop             | 7-5, 7-65          | Tableau |
| 65       | 25-07-2022 | Generali Open, Kitzbühel             | ATP 250      | 534 555 €   | Terre (ext.) | Pedro Martínez Lorenzo Sonego         | Tim Pütz Michael Venus                    | 5-7, 6-4, [10-8]   | Tableau |
| 66       | 31-07-2023 | Generali Open, Kitzbühel             | ATP 250      | 562 815 €   | Terre (ext.) | Alexander Erler Lucas Miedler         | Gonzalo Escobar Aleksandr Nedovyesov      | 6-4, 6-4           | Tableau |
| 67       | 22-07-2024 | Generali Open, Kitzbühel             | ATP 250      | 579 320 €   | Terre (ext.) | Alexander Erler Andreas Mies          | Constantin Frantzen Hendrik Jebens        | 6-3, 3-6, [10-6]   | Tableau |
| 68       | 20-07-2025 | Generali Open, Kitzbühel             | ATP 250      | 596 035 €   | Terre (ext.) | Petr Nouza Patrik Rikl                | Neil Oberleitner Joel Schwärzler          | 1-6, 7-63, [10-5]  | Tableau |

## Palmarès dames

### Simple
| No | Date       | Nom et lieu du tournoi     | Catégorie | Dotation | Surface      | Vainqueure      | Finaliste       | Score    |         |
| -- | ---------- | -------------------------- | --------- | -------- | ------------ | --------------- | --------------- | -------- | ------- |
| 1  | 14-08-1968 | Coupe des Alpes, Kitzbühel |           | NC       | Terre (ext.) | Annette Van Zyl | Erzsébet Polgár | 6-1, 6-0 | Tableau |

### Double
| No | Date       | Nom et lieu du tournoi    | Catégorie | Dotation | Surface      | Vainqueures                 | Finalistes        | Score    |         |
| -- | ---------- | ------------------------- | --------- | -------- | ------------ | --------------------------- | ----------------- | -------- | ------- |
| 1  | 14-08-1968 | Coupe des Alpes Kitzbühel |           | NC       | Terre (ext.) | Annette Van Zyl Nell Truman | Jauss Schönberger | 6-3, 6-1 | Tableau |

## Palmarès mixte
| No | Date       | Nom et lieu du tournoi    | Catégorie | Dotation | Surface      | Vainqueures                   | Finalistes                 | Score    |         |
| -- | ---------- | ------------------------- | --------- | -------- | ------------ | ----------------------------- | -------------------------- | -------- | ------- |
| 1  | 14-08-1968 | Coupe des Alpes Kitzbühel |           | NC       | Terre (ext.) | Annette Van Zyl Robert Wilson | Helen Amos Herb Fitzgibbon | 6-3, 6-4 | Tableau |